# Xestaspis linnaei
Xestaspis linnaei là một loài nhện trong họ Oonopidae.
Loài này thuộc chi Xestaspis. Xestaspis linnaei được miêu tả năm 2008 bởi Ott & Harvey.